# رضا جولایی
رضا جولایی (۱۳۲۹-) داستان‌نویس و ویراستار است که کارش را از ۱۳۶۲ و با انتشار حکایت سلسله پشت کمانان آغاز کرد. وی متولد سال ۱۳۲۹ در تهران است. انتخاب مضمونی تاریخی از دوره‌های قاجار و پهلوی، از ویژگی‌های عمومیِ داستان‌های جولایی است. سو قصد به ذات همایونی از آثار مهم این نویسنده است که در مطرح شدن نام او تأثیر مهمی هم داشت، این اثر که نخستین بار سال‌های دهه هشتاد منتشر شده بود، پس از سال‌ها سرانجام در سال ۱۳۹۵ در نشر چشمه تجدید چاپ شد. وی قهرمان‌های خیالی خود را کنارِ شخصیت‌های تاریخی واقعی قرار داده و قصه می‌سازد.
رضا جولایی در آخرین رمانش شکوفه‌های عناب به سراغ اعدام میرزا جهانگیرخان صور اسرافیل پس از به توب بسته شدن مجلس رفته‌است. رمانی که به سیاق کارهای دیگر او در زمینه‌ای تاریخی اتفاق می‌افتد. در سوءقصد به ذات همایونی ترور محمدعلی‌شاه در مرکز اثر است و در یک پرونده کهنه قتل محمد مسعود روزنامه‌نگار جنجالی دهه بیست. جولایی در شب ظلمانی یلدا هم به جنگ‌های ایران و روس پرداخته بود و در جدیدترین اثرش که یک مجموعه داستان است هم به تاریخ پرداخته‌است. او کارهایش را قصه‌هایی تاریخ‌مند می‌خواند.

## زندگی
رضا جولایی در نشستی درمورد خود می‌گوید:
کلاس پنجم که شاگرد اول شدم پدرم برایم ۱۰ کیلو کتاب خرید. آن زمان گوتنبرگ کتاب را کیلویی می‌فروخت خیلی‌ها با این مسئله مخالف بودند ولی بنظر من خدمت خیلی بزرگی کرد، به نسلی امثال من که به این واسطه توانستیم کتاب بخوانیم. «جنگ و صلح» را من در سن ۱۲ سالگی خواندم و ۱۴ ساله بودم که شروع کردم به نوشتن. دوره‌ای که انتخاب کردم جنگ‌های ایران و روس و لشگرکشی‌های عباس میرزا بود. ۵۰ صفحه نوشتم که مهر ماه شد، مدارس باز شد و نتوانستم ادامه بدهم ولی به یادگار دارمش. به گمانم خواندن «شازده احتجاب» خیلی مؤثر بود.

## مجموعه‌داستان‌ها و رمان‌ها
- حکایت سلسلهٔ پشت‌کمانان، مجموعه داستان - ۱۳۶۲ [۵]
- جامه به خوناب، مجموعه داستان - ۱۳۶۸ [۶]
- شب ظلمانی یلدا و حدیث دردکشان، دو داستان بلند - ۱۳۶۹
- تالار طربخانه، مجموعه داستان - ۱۳۷۱
- سوءقصد به ذات همایونی، رمان - ۱۳۷۴
- جاودانگان، داستان بلند - ۱۳۷۶
- نسترن‌های صورتی، مجموعه داستان -۱۳۷۷
- باران‌های سبز، مجموعه داستان - ۱۳۸۰
- سیمیاب و کیمیای جان، رمان - ۱۳۸۱
- برکه‌های باد - ۱۳۹۲
- یک پرونده کهنه، رمان - ۱۳۹۳
- شکوفه‌های عناب، رمان - ۱۳۹۷
- پاییز 32، مجموعه داستان - ۱۳۹۸
- ماه غمگین، ماه سرخ، رمان - ۱۳۹۹
- خنده‌ی خورشید، اشک ماه / قصه‌ی پرماجرای سرقت جواهرات، رمان - ۱۴۰۰
- برآمدن آفتاب زمستاني‏، رمان - 1402

## جوایز
مجموعه داستان جامه به خوناب ـ لوح زرین و گواهی افتخار بهترین مجموعه داستان بعد از انقلاب
رمان «یک پرونده کهنه» ـ بهترین رمان سال ۱۳۹۶ جایزهٔ احمد محمود
رمان «سیماب و کیمیای جان» ـ برندهٔ جایزهٔ رمان (دوم)، جایزه ادبی اصفهان سال ۱۳۸۲
رمان «سیماب و کیمیای جان» ـ رمان‌های تحسین شده هیئت داوران، جایزه ادبی مهرگان (پکا) سال ۱۳۸۲
رمان «سیماب و کیمیای جان» ـ نامزد جایزه منتقدان و نویسندگان مطبوعاتی سال ۱۳۸۲
مجموعه داستان «باران‌های سبز» جایزه ادبی یلدا سال ۱۳۸۱